# Санкции в связи со вторжением России на Украину (9 пакет)
Девятый пакет санкций в связи со вторжением России на Украину был принят с 16 декабря 2022 года по 24 февраля 2023 года за вторжение на Украину.

## Хронология

### 16 декабря 2022 года
ЕС ввёл 9-й пакет санкций против России. Он включает:
- санкции против всех видов вооружённых сил РФ и запрет на любое взаимодействие с ними[1]
- приостановление лицензий на вещание в Европе у российских каналов НТВ/НТВ «Мир», «Россия-1», РЕН ТВ и Первого канала[2]
- санкции против всех парламентских партий — «Единой России», КПРФ, ЛДПР, «Справедливой России» и «Новых людей»[2]
- санкции против Роскомнадзора[1]
- санкции против 40 депутатов Госдумы и 44 членов Совета Федерации[2]
- санкции против 20 членов Конституционного суда РФ, вице-премьера правительства РФ Татьяны Голиковой, министра юстиции Константин Чуйченко, министра просвещения Сергея Кравцова, министра науки и образования Валерия Фалькова, министра культуры Ольги Любимовой, 7 российских губернаторов, в том числе Московской, Нижегородской, Новосибирской, Астраханской областей[2]
- санкции против дочерей Рамзана Кадырова Айшат и Карины, Никиты Михалкова, Григория Лепса, Бориса Корчевникова, Марины Ким, Дмитрия Пучкова (Гоблина), членов семьи миллиардера Юрия Ковальчука и других граждан РФ[2]
- полный запрет на операции с Всероссийским банком развития регионов и заморозка активов ещё двух российских банков — Московский кредитный банк и Дальневосточный банк[2]
- запрет гражданам ЕС занимать руководящие посты в государственных и контролируемых государством компаниях в России[2]
- расширение запрета на экспорт в Россию товаров и технологий двойного назначения, в том числе электроники и ИТ-оборудования, химических и нервно-паралитических веществ, беспилотников, приборов ночного видения и радионавигационного оборудования[2]
- санкции против 168 российских (а также базирующихся в Крыму и Севастополе) компаний и предприятий, связанных с оборонным сектором РФ[2]
- запрет компаниям с регистрацией в ЕС представлять России услуги по рекламе, исследованиям рынка, опросам общественного мнения, а также по тестированию продукции[2]
- запрет на новые инвестиции в российские энергетический и горнодобывающий секторы[2].

Также Европейская комиссия одобрила национализацию правительством Германии крупнейшего в стране импортера газа из России — энергетического концерна Uniper, а также холдинга Securing Energy for Europe GmbH (Sefe) — бывшей дочерней компании «Газпрома», которая ранее называлась Gazprom Germania.
Швейцария присоединиласть к санкциям против 2 физических и 2 юридических лиц из Ирана, введённых ЕС 14 ноября 2022 года.
Литва запретила проживающим в стране россиянам и белорусам владеть оружием.

### 17 декабря 2022 года
Литва воспользовалась правом не применять исключения, предусмотренные девятым пакетом санкций ЕС.

### 19 декабря 2022 года
ЕС принял решение ввести потолок цен на газ с 15 февраля, если стоимость газа на TTF (крупнейшей виртуальной торговой точке в Нидерландах) будет превышать 180 евро за мегаватт-час в течение трёх дней.

### 21 декабря 2022 года
Швейцария присоединиласть к части санкций девятого санкционного пакета ЕС — она ввела санкции против 141 физического и 49 юридических лиц из России, упомянутых в данном пакете, а также против физических и юридических лиц из Ирана за поставки России дронов-камикадзе. Кроме того, она приняла к сведению экспортные ограничения, введенные ЕС в рамках девятого пакета санкций, и пообещала рассмотреть присоединение к этим мерам в ближайшее время.

### 22 декабря 2022 года
США:
- ввели санкции против 10 российских юридических лиц, связанных с ВМФ РФ. Среди них: концерн «Моринформсистем-Агат», концерн «Аврора», аккумуляторная компания «Ригель», НИИ «Прометей», ЗАО «ЦНИИ судового машиностроения», АО «Морские Навигационные Системы», концерн «ЦНИИ „Электроприбор“», АО «Обуховское», Институт океанологии РАН имени Ширшова, ООО «Компания Технополь»[10][11]
- объявили о новых ограничениях на экспорт технологий для российской частной военной компании «Вагнер» — она теперь будет определяться как «конечный пользователь военного оборудования» и подвергнется существенным ограничениям, если попытается приобрести любые технологии, созданные с привлечением американского оборудования[12].

### 3 января 2023 года
Королева Дании Маргрете II отказалась покровительствовать детской книжной премии имени Ханса Андерсена после спора о назначении на пост председателя жюри премии академика Российской Академии художеств Анастасии Архиповой.

### 4 января 2023 года
Частично признанная Китайская Республика (Тайвань) расширила санкции против России и Беларуси. Она запретила экспорт в Россию и Беларусь:
- таких химических веществ, как: рицин, конотоксин, ботулинический токсин, трифторид азота, нитрат аммония, трибутилфосфат и азотная кислота, а также нержавеющую сталь № 304 и № 316
- продукцию машиностроения, включая станки с числовым программным управлением (ЧПУ), обрабатывающие центры, шлифовальные станки с ЧПУ, электроэрозионные машины и контроллеры
- широкий спектр инструментов правоохранительных органов, таких как дубинки, наручники, ножные цепи и смирительные рубашки.

### 6 января 2023 года
США ввели санкции против 6 представителей руководства и членов совета директоров иранской компании Qods Aviation Industries (QAI).

### 7 января 2023 года
Украина ввела санкции против 119 российских публичных лиц, включая 3 украинских граждан. В санкционный список включены: Баста (Василий Вакуленко), Пелагея (Телегина), Клава Кока (Клавдия Высокова), Михаил Шуфутинский, Ирина Аллегрова, Любовь Успенская, Виктория Дайнеко, Филипп Киркоров, Стас Пьеха, Евгений Петросян и Сергей Бобунец, в списке оказались глава RT Маргарита Симоньян, прокремлевский политолог Александр Дугин, режиссёр Никита Михалков, телеведущие Леонид Якубович, Михаил Галустян, блогер Амиран Сардаров, телеведущая Жанна Бадоева, певица Лолита Милявская, футболист Анатолий Тимощук и другие.

### 12 января 2023 года
Украина ввела санкции против компании Royal Pay Europe.
Польша ввела санкции против российского бизнесмена Игоря Петрова, а также 4 компаний, совладельцем или владельцем которых он является.

### 15 января 2023 года
Украина ввела санкции в отношении 198 человек, связанных с российской медиасферой. В список попали представители российской эстрады, телевидения и кино, белорусские пропагандисты, а также несколько граждан Украины. Среди них: режиссёр Андрей Кончаловский; телеведущая Ангелина Вовк; военкоры Семен Пегов и Юрий Котенок; телеведущие Дмитрий Губерниев, Борис Корчевников; сотрудники российских СМИ Павел Зарубин, Марина Ахмедова; блогер Дмитрий Пучков, известный как Гоблин; публицист Николай Стариков; продюсер Яна Рудковская, актёры Егор Бероев, Эвелина Бледанс; певец Юрий Лоза; бывший губернатор Московской области Борис Громов; белорусские пропагандисты Григорий Азаренок, Игорь Тур, Александр Шпаковский; гендиректор белорусского телеканала СТВ Александр Осенко; бывшая телеведущая Диана Панченко, политолог Василий Вакаров, писатель Владимир Сергиенко, корреспондент Денис Григорук, Алла Бондаренко — мать Ольги Шарий, жены Анатолия Шария.

### 20 января 2023 года
Франция заблокировала банковский счет телеканала RT France.

### 23 января 2023 года
Албания, Босния и Герцеговина, Исландия, Лихтенштейн, Северная Македония, Украина и Черногория к мерам и персональным санкциям, принятым ЕС 12 декабря и 16 декабря, а также продлению персональных антироссийских санкций, принятому ЕС 14 сентября, до 15 марта 2023 года. Норвегия присоединилась ко всем санкциям, за исключением части мер принятых ЕС против юридических лиц 16 декабря решеним Совета 2022/2478.
Украина также ввела санкции против 22 человек, среди которых: Михаил Гундяев, племянник патриарха Русской православной церкви Кирилла (Гундяева); архиепископ Сыктывкарский и Коми-Зирянский Питирим (Волочков); митрополит Волоколамский Илларион (Алфеев) — руководитель отдела внешних церковных связей РПЦ; митрополит Клинский Леонид (Горбачев) — глава патриаршего экзархата Африки; митрополит Владимирский и Суздальский Тихон (Емельянов); митрополит Екатеринбургский и Верхотурский Евгений (Кульберг) — глава Синодального отдела религиозного образования и катехизации; митрополит Волоколамский Антоний (Севрюк); митрополит Пермский и Кунгурский Мефодий (Немцов); митрополит Сингапурский и Юго-Восточно-Азиатский Сергий (Чашин); архимандрит Филарет (Булеков) — настоятель храма Казанской иконы Божией Матери РПЦ; архимандрит Алексий (Ганьжин) — заместитель председателя Синодального отдела по взаимодействию с Вооружёнными силами и правоохранительными органами РПЦ; протоиерей Николай Балашов — заместитель руководителя отдела внешних церковных связей РПЦ; протоиерей Артемий Владимиров — писатель, проповедник и педагог; протоиерей Андрей Ткачев — проповедник, телеведущий; Владимир Легойда — временно исполняющий обязанности руководителя пресс-службы патриарха Московского; богослов Алексей Осипов — заслуженный профессор Московской православной духовной академии и семинарии; Роман Богдасаров — заведующий сектором по взаимодействию РПЦ с Росгвардией; Вахтанг Кипшидзе — заместитель председателя Синодального отдела РПЦ по взаимодействию с обществом и СМИ; Олег Овчаров — глава Синодального отдела по взаимодействию с Вооружёнными силами и правоохранительными органами; Константин Татаринцев — заведующий сектором по взаимодействию с Воздушно-космическими силами; Александр Щипков — первый заместитель председателя Синодального отдела по взаимодействию Церкви с обществом и СМИ; Сергей Ряховский — глава духовного совета Русского объединённого союза христиан веры евангельской (пятидесятников).

### 24 января 2023 года
Украина расширила санкции против 9 представителей духовенства РПЦ и УПЦ (МП): Вадима Новинского — экс-нардепа, бизнесмена и клирика УПЦ (МП), Павла Лебедя — наместника Свято-Успенской Киево-Печерской лавры УПЦ (МП), Ростислава Швеца — так называемого «митрополита Симферопольского и Крымского РПЦ», Константина Чернышова — так называемого «епископа Бахчисарайского, викария Симферопольской епархии РПЦ», Александра Овсянникова — так называемого «епископа Джанкойского и Раздольненского РПЦ, управляющего Джанкойской епархией», Александра Таранова — так называемого «архиепископа Ровеньковского и Свердловского РПЦ», Олега Иванова — митрополита Изюмского и Купянского УПЦ (МП), Алексея Масленникова — епископа Роменского и Буринского УПЦ (МП), Вячеслава Опанасенко — так называемого «епископа Коктебельского РПЦ, викария Феодосийской епархии», Владимира Удовенко — управляющего Феодосийской епархией УПЦ (МП), митрополита Платона.

### 25 января 2023 года
Швейцария полностью присоединилась к девятому пакету санкций ЕС.

### 26 января 2023 года
США:
- объявили о признании «ЧВК Вагнера» транснациональной преступной организацией и ввели санкции против связанных с ней 6 человек и 12 компаний, среди которых: «Содружество офицеров за международную безопасность», «Прайм секьюрити и девелопмент», центральноафриканская Sewa Sécurité Services, компания Kratol Aviation из ОАЭ, «Политология Африки» из Санкт-Петербурга; российская компания Terra Tech и китайская Spacety China, которые, по утверждению американского правительства, предоставляли «ЧВК Вагнера» спутниковые и сделанные с дронов снимки, помогавшие вести военные действия на Украине; российская космическая компания Barl, которая предоставляла российской армии спутниковые снимки[29]
- ввели санкции против 17 физических лиц, среди которых: вице-премьер РФ Денис Мантуров, глава Татарстана Рустам Минниханов, супруга главы Татарстана, а также основатель компании Yota Сергей Адоньев и его сыновья, начальник Управления президента РФ по обеспечению деятельности Государственного совета, сотрудник администрации президента Александр Харичев и его заместитель Борис Рапопорта, директор ФСИН Аркадий Гостев, глава концерна «Калашников» Алан Лушников, глава концерна «Алмаз-Антей» Ян Новиков[30]
- ввели санкции против более двух десятков компаний, среди которых: грузовая авиакомпания «Авиакон Цитотранс» и четыре связанных с ней самолёта Ил-76ТД, Уральский завод гражданской авиации (УЗГА), Национальная авиационно-сервисная компания (НАСК) госкорпорации «Ростех», Научно-производственное предприятие «Прима», Научно-производственное предприятие «Гамма», ООО «ТКХ-Инвест», концерн воздушно-космической обороны «Алмаз-Антей», «Судоремонтный завод», завод «Звезда», центр судоремонта «Дальзавод», КБ «Лазурит», предприятие «Гамма», другие судоремонтные и судостроительные заводы, а также их зарубежных партнёры[30]
- ввели визовые ограничения в отношении 531 российского военнослужащего[30].

### 27 января 2023 года
ЕС продлил до 31 июля 2023 года действие ограничительных мер, наложенных на конкретные секторы экономики Российской Федерации.
Япония ввела, с вступлением в силу 3 февраля:
- запретит на экспорт в Россию вакцин, медицинского оборудования и роботов
- запрет на продажу в Россию оборудования для атомных объектов, разведки нефти и природного газа, оборудования для обнаружения взрывчатки, портативных генераторов, лазерных сварочных аппаратов
- экспортные ограничения против 49 российских организаций
- санкции против 22 российских лиц, среди которых: министр юстиции Константин Чуйченко, вице-премьер Андрей Белоусов, глава ЦИК Элла Памфилова, уполномоченная по правам ребёнка Мария Львова-Белова, философ и политолог Александр Дугин
- санкции против 3 российских организаций: российской корпорации «Иркут», АО "Московский машиностроительный завод «Авангард» и ПАО «КАМАЗ».

### 29 января 2023 года
Украина ввела санкции против 3 физических и 182 юридических лиц, связанных с перевозкой по железной дороге личного состава и военной техники ВС РФ.

### 30 января 2023 года
ЕС ввёл санкции против Iran Aircraft Manufacturing Industrial Company, которая производит БПЛА, использющиеся Россией в ходе полномасштабной войны против Украины.

### 31 января 2023 года
США ввели санкции против 7 иранских структур, связанных с производством дронов, которые Россия использует при атаках на Украине. Среди них: компания MADO, компания Paravar и предприятие Shahed Aviation Industries.
Австралия ввела санкции против 4 иранских лиц и 4 организаций, причастных к поставкам беспилотников в Россию для использования в агрессии против Украины.
Украина прекратила действие соглашений с Россией о воздушном сообщении и о принципах сотрудничества в области производства и поставок авиационной техники.

### 1 февраля 2023 года
США ввели санкции против 10 физических лиц и 12 компаний, которые в обход санкций поддерживали российский оборонно-промышленный комплекс. Среди них: кипрско-российский бизнесмен Игорь Зименков, связанные сним юридические лица из Болгарии, Кипра, Сингапура, Израиля, их директора и аффилированные лица.

### 3 февраля 2023 года
США ввели санкции против 8 высокопоставленных чиновников иранского производителя беспилотников Paravar Pars.
Канада ввела санкции против:
- 38 физических лиц, среди них: певцы Дима Билан, Олег Газманов, Александр Буйнов, Николай Расторгуев и Александр Маршал, певицы Лариса Долина и Ирина Аллегрова, музыкант Игорь Бутман, актёры Марат Башаров, Дмитрий Дюжев и Максим Аверин, комик Михаил Галустян, телеведущая Дана Борисова, журналисты Сергей Брилев, Татьяна Миткова, Евгений Поддубный, Андрей Колесников и депутат Госдумы Александр Хинштейн
- 16 организаций, включая медиагруппу «Россия сегодня».

### 5 февраля 2023 года
Украина ввела санкции сроком на 50 лет против атомной отрасли России, которые охватили 200 юридических лиц.

### 6 февраля 2023 года
Украина признала ЧВК «Вагнер» международной преступной организацией.

### 8 февраля 2023 года

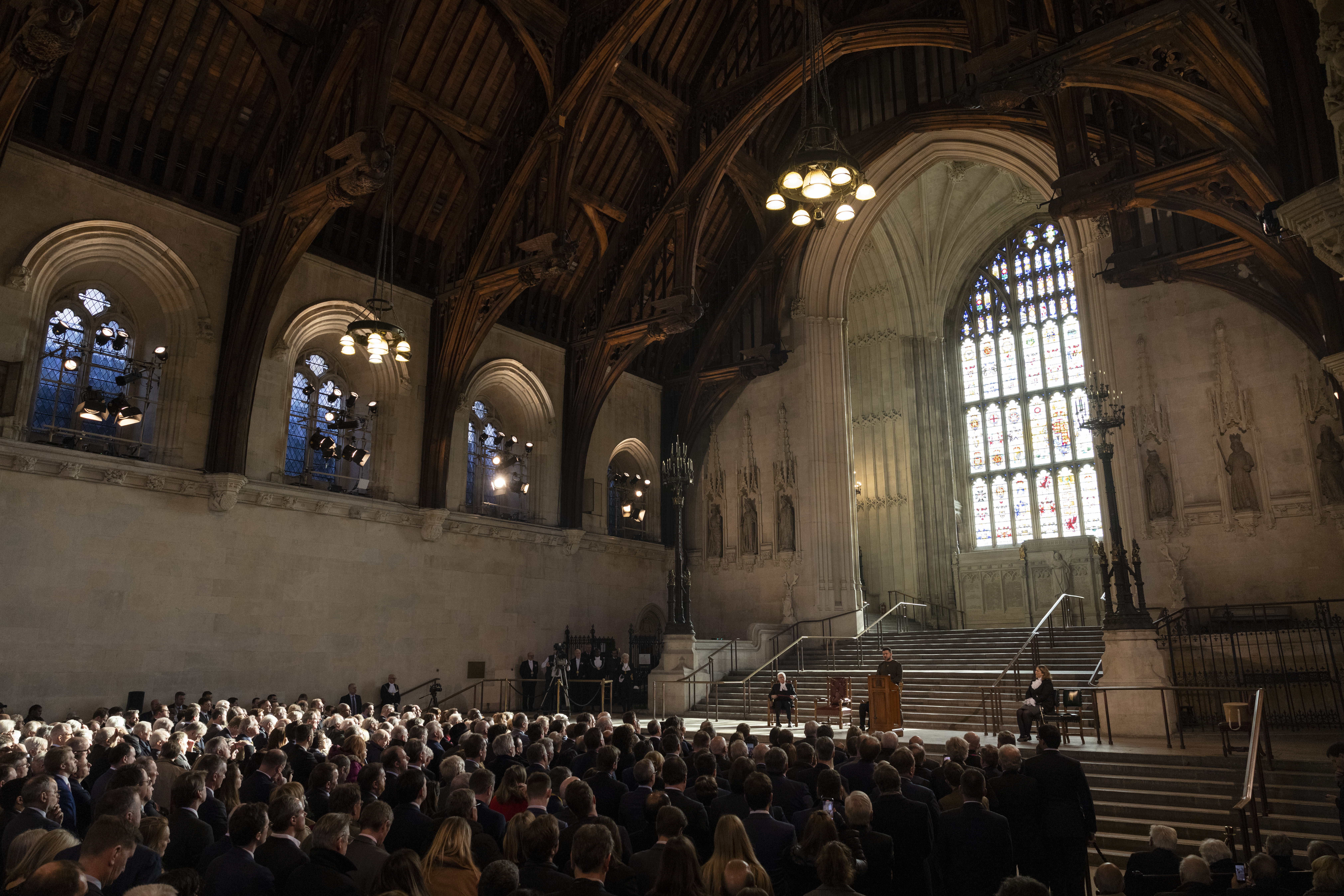
Владимир Зеленский в Парламенте Великобритании 8 февраля 2023 года

Великобритания ввела санкции против:
- 7 юридических лиц, среди которых: Объединённая двигателестроительная корпорация, «РТ-Комплект», «Оборонлогистика», «Универсалмаш» и «Липецк», «Топаз», Moscoms LLC
- 8 юридических лиц, среди которых: Борис Титов, Павел Титов, Николай Егоров, Сергей Руднов, Светлана Кривоногих, Виктор Мячин, Алексей Репик, Евгений Школов.

Андорра присоединилась к санкциям ЕС от 16 декабря.

### 12 февраля 2023 года
Украина ввела санкции против 199 граждан России и 1 своего гражданина.

### 14 февраля 2023 года
ЕС включил Россию в «серый список» налоговых юрисдикций — стран, которые не полностью соблюдают международные налоговые стандарты.
Албания, Босния и Герцеговина, Исландия, Лихтенштейн, Норвегия, Северная Македония, Украина и Черногория присоединились к санкциям ЕС от 30 января против Iran Aircraft Manufacturing Industrial Company.

### 15 февраля 2023 года
Бангладеш присоединился к санкциями США и ЕС против 69 российских кораблей — им запрещено завозить импорт, останавливаться для дозаправки, бросать якорь в этом районе и использовать морские пути. Запрет распространяется на широкий спектр судов, включая нефтяные танкеры и грузовые суда, эксплуатируемые семью компаниями.
Эстония лишила вида на жительство главу организации «Российские соотечественники в Европе» и организации акций «Бессмертный полк» Сергея Чаулина.
Новая Зеландия ввела санкции против 8 иранских физических и юридических лиц, связанных с войной России против Украины, включая главу отдела снабжения, исследований и промышленности министерства обороны и материально-технического обеспечения вооружённых сил Ирана, командующего ВВС Ирана и компании, ответственные за производство беспилотников.

### 16 февраля 2023 года
Германия заблокировала поставку продукции производства Siemens Energy, которая предназначалась для строительства атомных станций в Турции и Венгрии, концерну «Росатом» из-за опасений, что она может оказаться в России.

### 19 февраля 2023 года
Украина ввела санкции против 333 граждан России, из которых более 100 — банкиры, и Московской биржи.

### 20 февраля 2023 года
ЕС продлил, введенные в связи с незаконным признанием, оккупацией или аннексией Российской Федерацией Донецкой, Херсонской, Луганской и Запорожской областей Украины, санкции в отношении России до 24 февраля 2024 года.

### 21 февраля 2023 года
Украина перенесла нулевой километр железных дорог в Киев. Ранее километраж железных дорог на Украине отсчитывался от Москвы.

### 23 февраля 2023 года
Украина ввела санкции сроком на 50 лет в отношении всех российских финансовых учреждений, включая Центральный банк, все коммерческие банки, инвестиционные фонды, страховые компании, небанковские кредитные организации и операторов платежных систем.

### 24 февраля 2023 года
США ввели:
- санкции против:
  - 60 российских граждан, среди которых: вице-премьер Татьяна Голикова, 9 министров, включая глав Минкульта, МЧС, Минспорта, Минэнерго и Минцифры, главы ряда российских регионов, в частности губернатор Хабаровского края Михаил Дегтярев, глава Тувы Владислав Ховалыг и губернатор Краснодарского края Вениамин Кондратьев, десятки других российских должностных лиц и организаций, а также россиян, причастных к краже зерна из Украины; лица, причастные к незаконному контролю России украинской Запорожской атомной электростанцией (ЗАЭС), среди них — Олег Романенко, назначенный курировать ЗАЭС; также ведущая телеканала «Россия 1» Ольга Скабеева[56][57]
  - 22 физичиских лиц, включая швейцарско-итальянского бизнесмена Вальтера Моретти и сеть его партнёров[57]
  - 83 российских компаний, среди которых: технопарк «Сколково» и связанные с ним компании, «Московский кредитный банк», МТС Банк, банк «Левобережный», Банк «Санкт-Петербург», Банк «Приморье», «СДМ-Банк», «Уральский банк реконструкции и развития», Уралсиб, Банк «Зенит» и другие финансовые учреждения России, «ИК Велес Капитал» и CONFIDERI Pte Ltd, несколько предприятий военно-промышленного комплекса, аэрокосмической отрасли и производителей микроэлектроники[56]
  - 3 российских ключевых предприятий, занимающиеся разработкой и эксплуатацией российского ядерного оружия, а также 3 российских гражданских атомных предприятий в организационной структуре Росатома[57]
  - 30 компаний из третьих стран, которые помогают России обходить санкции, включая организации из Швейцарии, Болгарии, с Мальты и Кипра[56]
- визовые ограничения в отношении 1 219 представителей ВС РФ[56]
- отдельно запрет на въезд в США 3 военным чиновникам: Артему Городилову, Алексею Булгакову и Александру Васильеву, которые виновны в грубых нарушениях прав человека, совершенных в отношении украинских военнопленных и гражданских лиц[57]
- увеличение пошлин на импорт более чем на 100 российских металлов, полезных ископаемых и продуктов химической промышленности. Общий размер увеличения пошлин составил примерно 2,8 миллиарда долларов[57]:
  - 200 % пошлина на импорт алюминия и алюминиевых продуктов из России (с вступлением в силу 10 марта)[56]
  - увеличение тарифов на большинство импорта российских металлов и металлопродукцию до 70 %, а на другие товары — до 35 %[57]
- запрет американским компаниям без специальной лицензии от правительства США поставлять в Россию и Беларусь 276 кодов товарной номенклатуры, отнесенной в разряд предметов роскоши, среди которых: смартфоны дороже 300 долларов, кондиционеры дороже 750 долларов, холодильники дороже 750 долларов, электронные весы дороже 300 долларов, пылесосы со встроенным электродвигателем дороже 100 долларов, настенные вентиляторы, посудомоечные машины, бытовые микроволновые печи, бытовые кофемашины, электрические тостеры, звукозаписывающее и звуковоспроизводящее оборудование и др[58][59].

Австралия ввела санкции против:
- 90 человек, среди которых: патриарх Московский и всея Руси Кирилл, вице-премьеры Александр Новак, Алексей Оверчук, Виктория Абрамченко, Татьяна Голикова и Денис Мантуров, главы Минэнерго, Минвостокразвития, Минобрнауки, Минтруда, Минприроды, Минпросвещения, МЧС, Минкультуры и Минздрава; глава Центризбиркома Элла Памфилова и члены ЦИК; руководители Пограничной службы ФСБ и ФСИН Владимир Кулишов и Аркадий Гостев; философ Александр Дугин; генеральный директор Первого канала Константин Эрнст
- 40 юридических лиц, среди которых: фонд «Сколково» и компания «Сколтех»; новостное пропагандистское агентство «Спутник»; Дальневосточный банк и АО «Росэксимбанк»; концерн «Калашников», компании «Адмиралтейские верфи», «Туполев», Государственный ракетный центр имени академика В. П. Макеева и Курганмашзавод.

Новая Зеландия ввела санкции против 87 граждан России, среди которых политики и военные.
Великобритания:
- ввела санкции против 92 физических лиц и компаний, среди которых: мать Алины Кабаевой Любовь, губернатор Тульской области Алексей Дюмин, председатель совета директоров «Газпрома» Виктор Зубков, а также десятки топ-менеджеров «Газпрома», «Аэрофлота», «Ростеха» и «Алмаз-Антея»; четыре банка — «Санкт-Петербург», «Уралсиб», «Банк Зенит» и «МТС-Банк».
- запретила экспорт в РФ «каждого предмета, который, как было выявлено, Россия на сегодняшний день использует на поле боя». В это число вошли авиационные детали, радиоаппаратура и электронные компоненты.

Канада:
- ввела санкции против:
  - 129 физических лиц, в их числе: глава Совфеда Валентина Матвиенко, вице-премьер правительства РФ Татьяна Голикова, помощник президента РФ Максим Орешкин, жена и сын Дмитрия Медведева, родственники Сергея Кириенко, доч Рамзана Кадырова Табарик, а также министры, депутаты Госдумы, олигарх Алексей Мордашов и члены его семьи, бизнесмены Год Нисанов и Андрей Мельниченко
  - 63 организаций из России, среди них: Госдума, Совет Федерации, Федеральная служба финансового мониторинга, ФСБ, ГРУ, партия «Единая Россия», «Юнармия», «Роснефтегаз», концерн «Уралвагонзавод», ЗАО «Специальное конструкторское бюро», ООО «Объединенная машиностроительная группа»
- запретила экспорт в Россию некоторых элементов, которые используются в электронной промышленности, и импорт российских вооружений.

Украина деонсировала договор с Россией о сотрудничестве в использовании Азовского моря и Керченского пролива.
ЕС продлил санкции в отношении Беларуси до 28 февраля 2024 года.
Группа разработки финансовых мер борьбы с отмыванием денег (FATF) приостановила членство Российской Федерации.